# Nazionale maschile di pallacanestro dell'Unione Sovietica
La nazionale maschile di pallacanestro dell'Unione Sovietica, ha rappresentato l'Unione Sovietica nelle competizioni internazionali di pallacanestro in un periodo di tempo che va dal 1935, anno dell'affiliazione alla FIBA della Federazione cestistica dell'Unione Sovietica, al 1991, anno della dissoluzione dello stato.

## Storia
Affiliata alla FIBA sin dal 1935, ha ottenuto la sua prima vittoria agli europei maschili disputati in Cecoslovacchia nel 1947.
Risulta essere, a tutt'oggi, forte dei suoi due tornei olimpici e tre mondiali vinti, la seconda nazionale più titolata della storia cestistica mondiale dopo gli Stati Uniti.
Memorabile fu la finale delle Olimpiadi di Monaco di Baviera del 1972, in cui vinsero la loro prima medaglia d'oro, anche se ci furono forti contestazioni da parte statunitense.
Si è dissolta nel 1991 per essere sostituita alle Olimpiadi di Barcellona 1992 dalla Squadra unificata, in rappresentanza delle repubbliche ex-sovietiche affiliate alla Comunità degli Stati Indipendenti.

## Piazzamenti
Olimpiadi
- 1952 -  2°
- 1956 -  2°
- 1960 -  2°
- 1964 -  2°
- 1968 -  3°
- 1972 -  1°
- 1976 -  3°
- 1980 -  3°
- 1988 -  1°

Mondiali
- 1959 - 6°
- 1963 -  3°
- 1967 -  1°
- 1970 -  3°
- 1974 -  1°
- 1978 -  2°
- 1982 -  1°
- 1986 -  2°
- 1990 -  2°

Europei
- 1947 -  1°
- 1951 -  1°
- 1953 -  1°
- 1955 -  3°
- 1957 -  1°
- 1959 -  1°
- 1961 -  1°
- 1963 -  1°
- 1965 -  1°
- 1967 -  1°
- 1969 -  1°
- 1971 -  1°

- 1973 -  3°
- 1975 -  2°
- 1977 -  2°
- 1979 -  1°
- 1981 -  1°
- 1983 -  3°
- 1985 -  1°
- 1987 -  2°
- 1989 -  3°

## Formazioni

### Olimpiadi
Pallacanestro ai Giochi della XV Olimpiade3 Vlasov, 4 Butautas, 5 Stonkus, 6 Lõssov, 7 Petkevičius, 8 Jorjik'ia, 9 Konev, 10 Korkia, 11 Kullam, 12 Ozerov, 13 Moiseev, 15 Valdmanis, 17 Kruus, 19 Lagunavičius,        All. Stepan Spandarjan
Pallacanestro ai Giochi della XVI Olimpiade3 Muižnieks, 4 Valdmanis, 5 Torban, 6 Stonkus, 7 Petkevičius, 8 Bočkarëv, 9 Krūmiņš, 10 Semënov, 11 Lauritėnas, 12 Ozerov, 13 Zubkov, 14 Studeneckij,        All. Stepan Spandarjan
Pallacanestro ai Giochi della XVII Olimpiade3 Muižnieks, 4 Valdmanis, 5 Val'tin, 6 Minashvili, 7 Zubkov, 8 Ugrekhelidze, 9 Krūmiņš, 10 Semënov, 11 Korneev, 12 Petrov, 13 Vol'nov, 14 Ozers,        All. Stepan Spandarjan
Pallacanestro ai Giochi della XVIII Olimpiade4 Muižnieks, 5 Bahlej, 6 Alačačjan, 7 Travin, 8 Chrynin, 9 Krūmiņš, 10 Moseshvili, 11 Korneev, 12 Petrov, 13 Vol'nov, 14 Lipso, 15 Kalniņš,        All. Aleksandr Gomel'skij
Pallacanestro ai Giochi della XIX Olimpiade4 Krikun, 5 Paulauskas, 6 Sak'andelidze, 7 Kapranov, 8 Selichov, 9 Polivoda, 10 Belov, 11 Tomson, 12 Kovalenko, 13 Vol'nov, 14 Lipso, 15 Andreev,        All. Aleksandr Gomel'skij
Pallacanestro ai Giochi della XX Olimpiade4 Polivoda, 5 Paulauskas, 6 Sak'andelidze, 7 Žarmuchamedov, 8 Bološev, 9 Jadėška, 10 S. Belov, 11 Korkia, 12 Dvornyj, 13 Vol'nov, 14 A. Belov, 15 Kovalenko,        All. Vladimir Kondrašin
Pallacanestro ai Giochi della XXI Olimpiade - Torneo maschile4 Arzamaskov, 5 Sal'nikov, 6 Miloserdov, 7 Žarmuchamedov, 8 Makeev, 9 Jadėška, 10 S. Belov, 11 Tkačenko, 12 Myškin, 13 Korkia, 14 A. Belov, 15 Žigilij,        All. Vladimir Kondrašin
Pallacanestro ai Giochi della XXII Olimpiade - Torneo maschile4 Erëmin, 5 Miloserdov, 6 Tarakanov, 7 Sal'nikov, 8 Lopatov, 9 Deriugini, 10 S. Belov, 11 Tkačenko, 12 Myškin, 13 Jovaiša, 14 Belostennyj, 15 Žigilij,        All. Aleksandr Gomel'skij
Pallacanestro ai Giochi della XXIV Olimpiade - Torneo maschile4 Volkov, 5 Sokk, 6 Tarakanov, 7 Marčiulionis, 8 Miglinieks, 9 Tichonenko, 10 Kurtinaitis, 11 Sabonis, 12 Pankraškin, 13 Chomičius, 14 Belostennyj, 15 Hoborov,        All. Aleksandr Gomel'skij

### Mondiali
Campionato mondiale maschile di pallacanestro 19593 Muižnieks, 4 Valdmanis, 5 Torban, 6 Minashvili, 7 Zubkov, 8 Bočkarëv, 9 Krūmiņš, 10 Semënov, 11 Korneev, 12 Ozerov, 13 Kutuzov, 14 Abashidze,        All. Stepan Spandarjan
Campionato mondiale maschile di pallacanestro 19634 Minashvili, 5 Kalniņš, 6 Hladun, 7 Zubkov, 8 Ugrekhelidze, 9 Travin, 10 Lezhava, 11 Korneev, 12 Petrov, 13 Vol'nov, 14 Chrynin, 15 Ivanov,        All. Aleksandr Gomel'skij
Campionato mondiale maschile di pallacanestro 19674 Čečuro, 5 Paulauskas, 6 Sak'andelidze, 7 Travin, 8 Selichov, 9 Polivoda, 10 Belov, 11 Tomson, 12 Nesterov, 13 Vol'nov, 14 Lipso, 15 Andreev,        All. Aleksandr Gomel'skij
Campionato mondiale maschile di pallacanestro 19704 Krikun, 5 Paulauskas, 6 Sak'andelidze, 7 Žarmuchamedov, 8 Sidjakin, 9 Zastuchov, 10 S. Belov, 11 Tomson, 12 Kovalenko, 13 Lipso, 14 A. Belov, 15 Andreev,        All. Aleksandr Gomel'skij
Campionato mondiale maschile di pallacanestro 19744 Pavlov, 5 Paulauskas, 6 Miloserdov, 7 Sal'nikov, 8 Bološev, 9 Jadėška, 10 S. Belov, 11 Tomson, 12 Bol'šakov, 13 Charčenkov, 14 A. Belov, 15 Žigilij,        All. Vladimir Kondrašin
Campionato mondiale maschile di pallacanestro 19784 Erëmin, 5 Bološev, 6 Lopatov, 7 Žarmuchamedov, 8 Sal'nikov, 9 Jadėška, 10 S. Belov, 11 Tkačenko, 12 Myškin, 13 Jovaiša, 14 Belostennyj, 15 Žigilij,        All. Aleksandr Gomel'skij
Campionato mondiale maschile di pallacanestro 19824 Erëmin, 5 Enden, 6 Tarakanov, 7 Sabonis, 8 Lopatov, 9 Deriugini, 10 Valters, 11 Tkačenko, 12 Myškin, 13 Jovaisa, 14 Belostennyj, 15 Chomičius,        All. Aleksandr Gomel'skij
Campionato mondiale maschile di pallacanestro 19864 Volkov, 5 Sokk, 6 Tarakanov, 7 Grišaev, 8 Jēkabsons, 9 Tichonenko, 10 Valters, 11 Tkačenko, 12 Kurtinaitis, 13 Chomičius, 14 Belostennyj, 15 Sabonis,        All. Vladimir Obuchov
Campionato mondiale maschile di pallacanestro 19904 Vētra, 5 Sokk, 6 Berežnyj, 7 Meleščenko, 8 Lopatov, 9 Tichonenko, 10 Bazarevič, 11 Volkov, 12 Sucharev, 13 Korolëv, 14 Belostennyj, 15 Pinčuk,        All. Vladas Garastas

### Europei
Campionato europeo maschile di pallacanestro 19473 Ušakov, 4 Kolpakov, 5 Butautas, 6 Lõssov, 7 Alekseev, 8 Jorjik'ia, 9 Konev, 10 Korkia, 11 Kullam, 12 Kulakauskas, 13 Lagunavičius, 14 Moiseev, 15 Petkevičius, 16 Tarasov,        All. Stepan Spandarjan
Campionato europeo maschile di pallacanestro 19513 Vlasov, 4 Kolpakov, 5 Nikitin, 6 Lõssov, 7 Kruus, 8 Larionov, 9 Konev, 10 Korkia, 11 Kullam, 12 Belov, 13 Moiseev, 14 Butautas, 19 Lagunavičius,        All. Stepan Spandarjan
Campionato europeo maschile di pallacanestro 19533 Vlasov, 4 Butautas, 5 Siliņš, 6 Alačačjan, 7 Petkevičius, 8 Kruus, 9 Konev, 10 Korkia, 11 Kullam, 12 Ozerov, 13 Moiseev, 14 Lauritėnas, 15 Rešetnikov, 16 Lagunavičius,        All. Konstantin Travin
Campionato europeo maschile di pallacanestro 19553 Vlasov, 4 Rešetnikov, 5 Siliņš, 6 Stonkus, 7 Petkevičius, 8 Bočkarëv, 9 Konev, 10 Korkia, 11 Lauritėnas, 12 Ozerov, 13 Moiseev, 14 Laga, 15 Torban, 16 Semënov,        All. Konstantin Travin
Campionato europeo maschile di pallacanestro 19573 Muižnieks, 4 Valdmanis, 5 Torban, 6 Stonkus, 7 Zubkov, 8 Bočkarëv, 9 Laga, 10 Semënov, 11 Lauritėnas, 12 Ozerov, 13 Minashvili, 14 Studeneckij,        All. Stepan Spandarjan
Campionato europeo maschile di pallacanestro 19593 Muižnieks, 4 Valdmanis, 5 Torban, 6 Minashvili, 7 Zubkov, 8 Bočkarëv, 9 Krūmiņš, 10 Semënov, 11 Korneev, 12 Vol'nov, 13 Studeneckij, 14 Petrov,        All. Stepan Spandarjan
Campionato europeo maschile di pallacanestro 19614 Valdmanis, 5 Val'tin, 6 Alačačjan, 7 Zubkov, 8 Ugrekhelidze, 9 Krūmiņš, 10 Novikov, 11 Korneev, 12 Petrov, 13 Vol'nov, 14 Muižnieks, 15 Kandel',        All. Aleksandr Gomel'skij
Campionato europeo maschile di pallacanestro 19634 Minashvili, 5 Kalniņš, 6 Alačačjan, 7 Travin, 8 Hladun, 9 Krūmiņš, 10 Jurgensons, 11 Chrynin, 12 Petrov, 13 Vol'nov, 14 Lipso, 15 Lepmets,        All. Aleksandr Gomel'skij
Campionato europeo maschile di pallacanestro 19654 Bahlej, 5 Paulauskas, 6 Alačačjan, 7 Travin, 8 Chrynin, 9 Eglītis, 10 Sak'andelidze, 11 Skhiereli, 12 Petrov, 13 Vol'nov, 14 Lipso, 15 Sušak,        All. Aleksandr Gomel'skij
Campionato europeo maschile di pallacanestro 19674 Krikun, 5 Paulauskas, 6 Sak'andelidze, 7 Žarmuchamedov, 8 Selichov, 9 Polivoda, 10 Belov, 11 Tomson, 12 Lepmets, 13 Vol'nov, 14 Lipso, 15 Andreev,        All. Aleksandr Gomel'skij
Campionato europeo maschile di pallacanestro 19694 Zastuchov, 5 Paulauskas, 6 Sak'andelidze, 7 Kul'kov, 8 Bološev, 9 Polivoda, 10 S. Belov, 11 Tomson, 12 Kovalenko, 13 Vol'nov, 14 A. Belov, 15 Andreev,        All. Aleksandr Gomel'skij
Campionato europeo maschile di pallacanestro 19714 Tammiste, 5 Paulauskas, 6 Sak'andelidze, 7 Žarmuchamedov, 8 Bološev, 9 Jadėška, 10 S. Belov, 11 Polivoda, 12 Tomson, 13 Korkia, 14 A. Belov, 15 Andreev,        All. Vladimir Kondrašin
Campionato europeo maschile di pallacanestro 19734 Salumets, 5 Paulauskas, 6 Sak'andelidze, 7 Miloserdov, 8 Bološev, 9 Jadėška, 10 S. Belov, 11 E. Kovalenko, 12 Myškin, 13 D'jačenko, 14 Pavlov, 15 S. Kovalenko,        All. Vladimir Kondrašin
Campionato europeo maschile di pallacanestro 19754 Bol'šakov, 5 Pavlov, 6 Miloserdov, 7 Sal'nikov, 8 Bološev, 9 Jadėška, 10 S. Belov, 11 Sidjakin, 12 Žarmuchamedov, 13 Korkia, 14 A. Belov, 15 Žigilij,        All. Vladimir Kondrašin
Campionato europeo maschile di pallacanestro 19774 Erëmin, 5 Petrakov, 6 Miloserdov, 7 Sal'nikov, 8 Arzamaskov, 9 Charčenkov, 10 S. Belov, 11 Tkačenko, 12 Myškin, 13 Korkia, 14 Belostennyj, 15 Žigilij,        All. Aleksandr Gomel'skij
Campionato europeo maschile di pallacanestro 19794 Erëmin, 5 Chomičius, 6 Tarakanov, 7 Žarmuchamedov, 8 Lopatov, 9 Jadėška, 10 S. Belov, 11 Tkačenko, 12 Myškin, 13 Sal'nikov, 14 Belostennyj, 15 Žigilij,        All. Aleksandr Gomel'skij
Campionato europeo maschile di pallacanestro 19814 Erëmin, 5 Kapustin, 6 Tarakanov, 7 Sal'nikov, 8 Lopatov, 9 Deriugini, 10 Valters, 11 Tkačenko, 12 Myškin, 13 Jovaiša, 14 Belostennyj, 15 Fesenko,        All. Aleksandr Gomel'skij
Campionato europeo maschile di pallacanestro 19834 Erëmin, 5 Enden, 6 Tarakanov, 7 Sabonis, 8 Lopatov, 9 Deriugini, 10 Valters, 11 Pankraškin, 12 Myškin, 13 Jovaiša, 14 Belostennyj, 15 Chomičius,        All. Aleksandr Gomel'skij
Campionato europeo maschile di pallacanestro 19854 Volkov, 5 Enden, 6 Tarakanov, 7 Chomičius, 8 Lopatov, 9 Tichonenko, 10 Valters, 11 Tkačenko, 12 Kurtinaitis, 13 Jovaiša, 14 Belostennyj, 15 Sabonis,        All. Vladimir Obuchov
Campionato europeo maschile di pallacanestro 19874 Volkov, 5 Enden, 6 Tarakanov, 7 Chomičius, 8 Babenko, 9 Tichonenko, 10 Valters, 11 Tkačenko, 12 Marčiulionis, 13 Jovaiša, 14 Pankraškin, 15 Hoborov,        All. Aleksandr Gomel'skij
Campionato europeo maschile di pallacanestro 19894 Vētra, 5 Sokk, 6 Berežnyj, 7 Marčiulionis, 8 Volkov, 9 Tichonenko, 10 Kurtinaitis, 11 Sabonis, 12 Qadaşev, 13 Chomičius, 14 Belostennyj, 15 Hoborov,        All. Vladas Garastas

## Nazionali giovanili
- Selezioni giovanili della nazionale di pallacanestro dell'Unione Sovietica